# Naatikkavaara
Naatikkavaara är en kulle i Finland. Den ligger i Kuusamo och landskapet Norra Österbotten, i den nordöstra delen av landet, 700 km norr om huvudstaden Helsingfors. Toppen på Naatikkavaara är 302 meter över havet.
Terrängen runt Naatikkavaara är huvudsakligen platt. Runt Naatikkavaara är det mycket glesbefolkat, med 2 invånare per kvadratkilometer.